# John Farrar
Pour les articles homonymes, voir John Farrar (homonymie) et Farrar.
John Farrar est un chanteur, guitariste et producteur australien né le 8 novembre 1946 à Melbourne. Il est principalement connu pour avoir écrit plusieurs chansons à succès pour Olivia Newton-John.

## Biographie
De 1964 à 1970, John Farrar est membre des Strangers (en), un groupe de rock australien très influencé par les Shadows. Il quitte les Strangers et l'Australie en 1970 pour s'installer en Angleterre. Là, il fonde un trio avec Hank Marvin et Bruce Welch, deux membres des Shadows, qui publie trois albums jusqu'en 1973. Cette année-là, les Shadows se reforment, et Farrar les rejoint comme deuxième guitariste. Ils représentent le Royaume-Uni au concours Eurovision de la chanson 1975 avec la chanson Let Me Be the One. Farrar quitte les Shadows à la fin de 1975, et part s'installer aux Etats-Unis.
En 1971, John Farrar commence à travailler avec Olivia Newton-John, qui est alors la fiancée de Bruce Welch. Farrar et Welch produisent ses premiers albums, sur lesquels les membres des Shadows l'accompagnent. Plusieurs gros succès s'enchaînent aux Etats-Unis, dont un single N°1 des ventes. Durant sa collaboration avec Olivia Newton-John, qui se poursuit jusqu'en 1989, Farrar lui écrit également plusieurs chansons à succès, notamment Have You Never Been Mellow (1975),  le tube mondial en duo avec John Travolta You're the One That I Want (1978), titre phare du film Grease,  Hopelessly Devoted to You (1978) et Magic (1980). Dans les années 1980, il produit des albums pour Cher et Irene Cara, entre autres, et publie un album solo en 1980.
Son fils Sam, né en 1978, joue de la basse pour les groupes Phantom Planet et Maroon 5.